# Meaning of Life
Meaning of Life es el octavo álbum de estudio de la cantante estadounidense Kelly Clarkson. Fue lanzado independientemente por su propio sello Kelly Clarkson Music y Atlantic Records el 27 de octubre de 2017. Con la producción ejecutiva de Clarkson y Craig Kallman, el álbum es su lanzamiento debut para el sello después de completar su contrato de grabación con RCA Records, que había firmado después de ganar la primera temporada de American Idol. Cansada de la estructura del contrato discográfico anterior en el que estaba estrictamente limitada a lanzar música pop, Clarkson quería dedicarse a un género diferente: música soul y R&B, que anteriormente había querido hacer y finalmente encontró la oportunidad de hacerlo después de que Kallman firmó con el sello.
Meaning of Life es la segunda incursión de Clarkson en la música soul y R&B, después de su sencillo debut "Miss Independent", partiendo del sonido pop y pop rock predominante establecido en sus lanzamientos de estudio anteriores y volviendo a sus actuaciones multigénero en American Idol. Inspirado en la música de la década de 1990 y de las cantantes destacadas Aretha Franklin, Mariah Carey, Whitney Houston, En Vogue y Bonnie Raitt, Clarkson quería que el álbum evocara una música similar a las primeras obras de esos artistas, con el objetivo general de transmitir un espíritu "conmovedor". Para lograr esto, Clarkson encargó a varios colaboradores, desde los asociados anteriores Jesse Shatkin, Greg Kurstin, Mozella y Jason Halbert, hasta los nuevos socios del proyecto The Monarch, Mick Schultz, Harlœ y James Morrison. Las pistas del álbum comparten un tema cohesivo de conexiones interpersonales en la vida, centrado en los temas del amor y vivir el momento.
Meaning of Life recibió una respuesta generalmente positiva de los críticos musicales, quienes elogiaron la nueva confianza de Clarkson y la cohesión del álbum. Comercialmente, el disco se convirtió en su octavo álbum de estudio consecutivo en debutar entre los tres primeros de la lista Billboard 200. Se lanzaron tres sencillos para promocionar el álbum: "Love So Soft", "I Don't Think About You" y "Heat", el primero y el último de los cuales encabezaron la lista Billboard Dance Club Songs. Meaning of Life recibió dos nominaciones a los Premios Grammy por Mejor Álbum Vocal Pop y Mejor Interpretación Pop Solista por "Love So Soft" en las ceremonias 60 y 61. Su gira de conciertos de apoyo del mismo nombre visitó varios escenarios en los Estados Unidos entre enero y marzo de 2019.

## Antecedentes
Después de lanzar su séptimo álbum de estudio, Piece by Piece (2015), junto con su álbum de remixes complementario en 2016, Kelly Clarkson había completado los términos de su contrato de grabación con RCA Records y 19 Recordings que había firmado como premio después de ganar la temporada inaugural de American Idol en 2002. A diferencia de la estructura de contrato anterior en la que 19 tenía los derechos fonográficos de las grabaciones maestras, los ejecutivos de RCA, Peter Edge y Tom Corson, revelaron sus intenciones de firmar a Clarkson directamente con el sello sin la participación de 19. Su oferta de renovación incluiría un contrato de tres álbumes con un adelanto de US$1 millón por álbum, en contraste con el límite de seis álbumes del contrato anterior con un incentivo de US$500.000 por disco. Corson también admitió que su relación con el ejecutivo de Sony Music, Clive Davis, podría ser un matiz en la oferta.
A pesar de comentar que su relación con Edge y Corson en el sello había resultado exitosa, Clarkson tuvo dudas sobre la renovación del contrato, que recordó como un "matrimonio arreglado". Como resultado, su gerencia se reunió con el ejecutivo de Warner Music Nashville, John Esposito, quien negoció una reunión con los ejecutivos de Atlantic Records, Craig Kallman y Julie Greenwald, quienes a su vez le ofrecieron un contrato mundial a largo plazo con mayor libertad creativa. El 24 de junio de 2016, Warner Music Group anunció que Clarkson había firmado un contrato de grabación mundial a largo plazo con Atlantic e inmediatamente trabajaría en un álbum de soul y R&B que se lanzaría el año siguiente. El traslado a Atlantic también la reunió con Pete Ganbarg, quien previamente había trabajado como A&R para su cuarto álbum de estudio All I Ever Wanted (2009). Más tarde ese año, Kallman y Ganbarg, que estaban produciendo trabajos de A&R en un mixtape inspirado en el musical de Broadway Hamilton, invitaron a Clarkson a grabar el número musical "It's Quiet Uptown" para el mixtape, convirtiéndolo en su aparición debut en un disco de Atlantic.

## Lista de canciones
| Meaning of Life (Edición estándar) |                            | |                                     |          |  |
| N.º                                | Título                     | Escritor(es)                                                                                          | Productor(es)                       | Duración |  |
| 1.                                 | «A Minute (Intro)»         | Andre Davidson Sean Davidson Jim McCormick Katie Pearlman                                             | The Monarch                         | 1:08     |  |
| 2.                                 | «Love So Soft»             | Jesse Shatkin Priscilla Renea Maureen "Mozella" McDonald                                              | Shatkin Mozella Renea               | 2:52     |  |
| 3.                                 | «Heat»                     | A. Davidson S. Davidson Jessica Ashley Karpov Michael Pollack Mick Schultz                            | Schultz The Monarch Shatkin Karpov  | 3:10     |  |
| 4.                                 | «Meaning of Life»          | Shatkin Ilsey Juber James Morrison Catchpole                                                          | Shatkin                             | 3:51     |  |
| 5.                                 | «Move You»                 | Nick Ruth Amy Kuney Molly Kate Kestner                                                                | Ruth                                | 3:22     |  |
| 6.                                 | «Whole Lotta Woman»        | Kelly Clarkson Jussi Karvinen Denisia "Blu June" Andrews Brittany "Chi" Coney Evon Barnes Jr. Shatkin | Shatkin Jussifer NOVAWAV Fade Majah | 2:53     |  |
| 7.                                 | «Medicine»                 | Schultz Karpov                                                                                        | Schultz Karpov                      | 3:09     |  |
| 8.                                 | «Cruel»                    | S. Davidson A. Davidson Karpov Pat Linehan                                                            | Jason Halbert                       | 3:05     |  |
| 9.                                 | «Didn't I»                 | A. Davidson S. Davidson Audra Mae Pearlman                                                            | The Monarch Shatkin                 | 3:38     |  |
| 10.                                | «Would You Call That Love» | Clarkson Greg Kurstin                                                                                 | Kurstin                             | 2:58     |  |
| 11.                                | «I Don't Think About You»  | A. Davidson S. Davidson Pollack Karpov                                                                | The Monarch Pollack                 | 3:44     |  |
| 12.                                | «Slow Dance»               | Ruth Kuney Kestner                                                                                    | Ruth                                | 3:40     |  |
| 13.                                | «Don't You Pretend»        | Clarkson Shatkin McDonald                                                                             | Shatkin                             | 3:13     |  |
| 14.                                | «Go High»                  | Clarkson Shatkin McDonald                                                                             | Shatkin                             | 3:25     |  |

| Meaning of Life (Edición Japón) |                                    |                 |          |  |
| N.º                             | Título                             | Productor Remix | Duración |  |
| 15.                             | «Love So Soft» (Cash Cash Remix)   | Cash Cash       | 4:16     |  |
| 16.                             | «Love So Soft» (Ryan Riback Remix) | Ryan Riback     | 3:07     |  |

## Personal
Créditos adaptados de las notas del trazador de líneas del álbum.
Crédito de presentaciones
- Kelly Clarkson – todas las voces
- Jessi Collins – voces de fondo
- Jeff "Gitty" Gitelman – solo de guitarra
- Nicole Hurst – voces de fondo
- Maureen "Mozella" McDonald – voces de fondo
- Jessic Karpov – voces de fondo
- Priscilla Renea – voces de fondo
- Bridget Sarai – voces de fondo

Grabado y diseñado en
- Burbank, California (Glenwood Place Studios)
- Hollywood, California (Capitol Studios)
- Los Ángeles, California (A Studios, Echo Studio, The Ribcage, Vox Recording)
- Nashville, Tennessee (Historica RCA Studio A, Ocean Way Studios, Starstruck Studios, St. Izzy's of the East)
- Filadelfia, Pensilvania (MilkBoy the Studio)
- Tarzana (Mick Schultz Studios)
- Venice Beach, California (Mac and Milo's Den)

Músicos
- David Barnett – viola
- Gared Crawford – violín
- Joe Cleveland – teclados
- Andre Davidson – bajo, programación de percusión, teclados
- Sean Davidson – bajo, programación de percusión, teclados
- Srdjan Dimitrijevic – guitarra
- Earth, Wind & Fire Horn Section:
  - Gary Bias – saxofón tenor
  - Bobby Burns – trompeta
  - Raymond Lee Brown – cuerno orquestador, líder, preparación musical
  - Chuck Findley – trompeta
  - Reggie Young – trombón
- Lester Estelle – batería
- Aben Eubanks – guitarra
- Peter Filochowski – violín
- Glenn Fischbach – violonchelo
- Henry Flory – violín
- Andreas Geck – bajo
- Jason Halbert – Hammond órgano, teclados, piano, programación
- Mark Hill – bajo
- Jeff "Gitty" Gitelman – guitarra
- Sean Kantrowitz – guitarra
- Jonathan Kim – viola
- Emma Kummrow – violín
- Greg Kurstin – batería, guitarra de barítono, sintetizador de bajo, guitarra, teclados, mbira, piano
- Trevor Laurence Jr. – batería
- Jennie Lorenzo – violonchelo
- Luigi Mazzocchi - violín
- Christopher McHugh – batería
- Gabriel Noel – bajo
- Morris O'Connor – guitarra
- Miembros de la orquesta:
  - Jenny Bifano, Maria Conti, Janet Darnell, Conni Ellisor, Aliva Enstrom, Amy Helman, Anthony LaMarchina, Jung-Min Shin, Alan Umstead, Catherine Umstead, Mary Katherine VanOsdale, Bruce Wethey, Karen Winkelmann
- John Paris – batería
- Charles Parker – violín
- Eric Peterson – guitarra
- The Regiment Horns:
  - Sean Erick – fliscorno, trompeta
  - Leon Silva – saxofón tenor, saxofón barítono
  - Kevin Williams Jr. – trombón, tuba
- Buddy Ross – órgano, piano
- Nick Ruth – guitarra, órgano, programación
- Brian Schultz – bajo
- Jesse Shatkin – bajo, campanas de concierto, batería, programación de batería, guitarra, órgano, piano, sintetizadores
- Philip Townes – órgano
- Verdine White – bajo

Producción
- Paul Bailey – ingeniero
- Brandon Blackstock – mánager
- Julian Burg – ingeniero
- BTW Productions – preparación musical
- Chris Cerullo – ingeniero asistente
- Jeff Chestek – ingeniero
- Kelly Clarkson – productor ejecutivo
- Shawn Daughtery – ingeniero
- Andre Davidson – programación adicional
- Sean Davidson – ingeniero adicional
- John DeNosky – ingeniero vocal adicional
- Samuel Dent – ingeniero adicional
- Joshua Ditty – ingeniero asistente
- Iain Findlay – ingeniero asistente, ingeniero
- Chris Gehringer – masterización
- Serban Ghenea – mezcla
- Larry Gold – conductor, arreglo de cuerda
- Jason Halbert – ingeniero, productor
- John Hanes – ingeniero de mezcla
- Michael Harris – ingeniero
- Bob Horn – productor vocal
- Gena Johnson – ingeniero asistente
- Jussifer – productor
- Craig Kallman – A&R, productor ejecutivo
- Jessica Karpov – productor vocal
- Greg Kurstin – ingeniero, productor
- Maureen "Mozella" McDonald – productor vocal
- Joel Metzler – ingeniero asistente
- The Monarch – productor, productor vocal
- Justin Levy – arreglo vocal de fondo
- Novaway & Fade Majah – productor
- Alex Pasco – ingeniero
- Will Quinnell – masterización
- The Regiment Horns – arreglo de bronce
- Priscilla Renea – productor vocal
- Shiela Richman – publicidad
- Craig Rosen – administrador de A&R
- Nick Ruth – productor, programación
- Mick Schultz – ingeniero, productor
- Jesse Shatkin – programación adicional, ingeniero, productor, productor vocal
- Jordan Silva – ingeniero asistente, ingeniero
- Eddie Spear – ingeniero
- Nick Spezia – ingeniero
- Robert "RAab" Stevenson – arreglo vocal de fondo
- Todd Tidwell – ingeniero asistente, ingeniero
- Joann Tominaga – coordinador de producción
- Carolyn Tracey – gerente de proyecto
- Joseph Trapanese – orquestador, conductor de cuerdas
- Alan Umstead – contratista de orquesta
- Nina Webb – marketing
- Carrie West – coordinador de A&R
- Booker White – preparación musical
- Shane D. Wilson – ingeniero

Visual e imágenes
- Ashley Donovan – maquillaje
- Greg Gigen's Dad Burke – dirección artística
- Candice Lambert – estilismo
- Vincent Peters – fotografía
- Robert Ramos – pelo

## Posicionamiento en listas
| Listas (2017)                      | Mejor posición |
| ---------------------------------- | -------------- |
| Australia (ARIA)                   | 6              |
| Austria (Ö3 Austria)               | 27             |
| Bélgica (Ultratop flamenca)        | 42             |
| Bélgica (Ultratop valona)          | 115            |
| Canadá (Billboard Canadian Albums) | 4              |
| Países Bajos (Album Top 100)       | 35             |
| Francia (SNEP)                     | 138            |
| Alemania (Media Control Charts)    | 32             |
| Irlanda (IRMA)                     | 18             |
| New Zealand Albums (RMNZ)          | 21             |
| Escocia (Scottish Albums Chart)    | 10             |
| Spanish Albums (PROMUSICAE)        | 47             |
| Suiza (Schweizer Hitparade)        | 19             |
| Reino Unido (UK Albums Chart)      | 11             |
| Reino Unido (UK Album Downloads)   | 8              |
| Estados Unidos (Billboard 200)     | 2              |
| Estados Unidos (Digital Albums)    | 1              |

## Historial de lanzamientos
| País   | Fecha                 | Formatos                         | Discográfica | Número de catálogo | Ref.   |
| ------ | --------------------- | -------------------------------- | ------------ | ------------------ | ------ |
| Varios | 27 de octubre de 2017 | CD descarga digital LP streaming | Atlantic     | 7567865984         | [ 27 ] |
| Japón  | 27 de octubre de 2017 | CD descarga digital LP streaming | Atlantic     | WPCR-17920         | [ 27 ] |